# Easter
「Easter」（イースター）は、ASIAN KUNG-FU GENERATIONの20枚目のシングル。2015年3月18日にKi/oon Musicから発売された。

## 概要
シングル作品としては前作から約2年ぶり、新作としても1年ぶりのリリースとなった。アルバム『Wonder Future』の先行シングル。初回盤はデジパック仕様。
本作では中村佑介のイラストが使用されておらず、黒地にアーティスト名とタイトルが記載されたのみとなっている。これは後藤によると、タイトルの「復活祭」にちなみ墓標をイメージしたとのこと。
シングル発売時のインタビューの時点でオリジナルアルバム『Wonder Future』の1曲目を飾ることが語られていた。
オリコン週間チャートでは初登場8位を記録。

## 収録曲
（全作詞：後藤正文、編曲：ASIAN KUNG-FU GENERATION）
1. Easter / 復活祭
作曲：後藤正文
2. パラレルワールド
作曲：後藤正文、伊地知潔
3. シーサイドスリーピング
作曲：後藤正文、喜多建介
喜多がリードボーカルを担当。これは2006年に発表された『嘘とワンダーランド』以来となる。
『Wonder Future』リリースツアーで全公演演奏された。